# Encyclopédie française

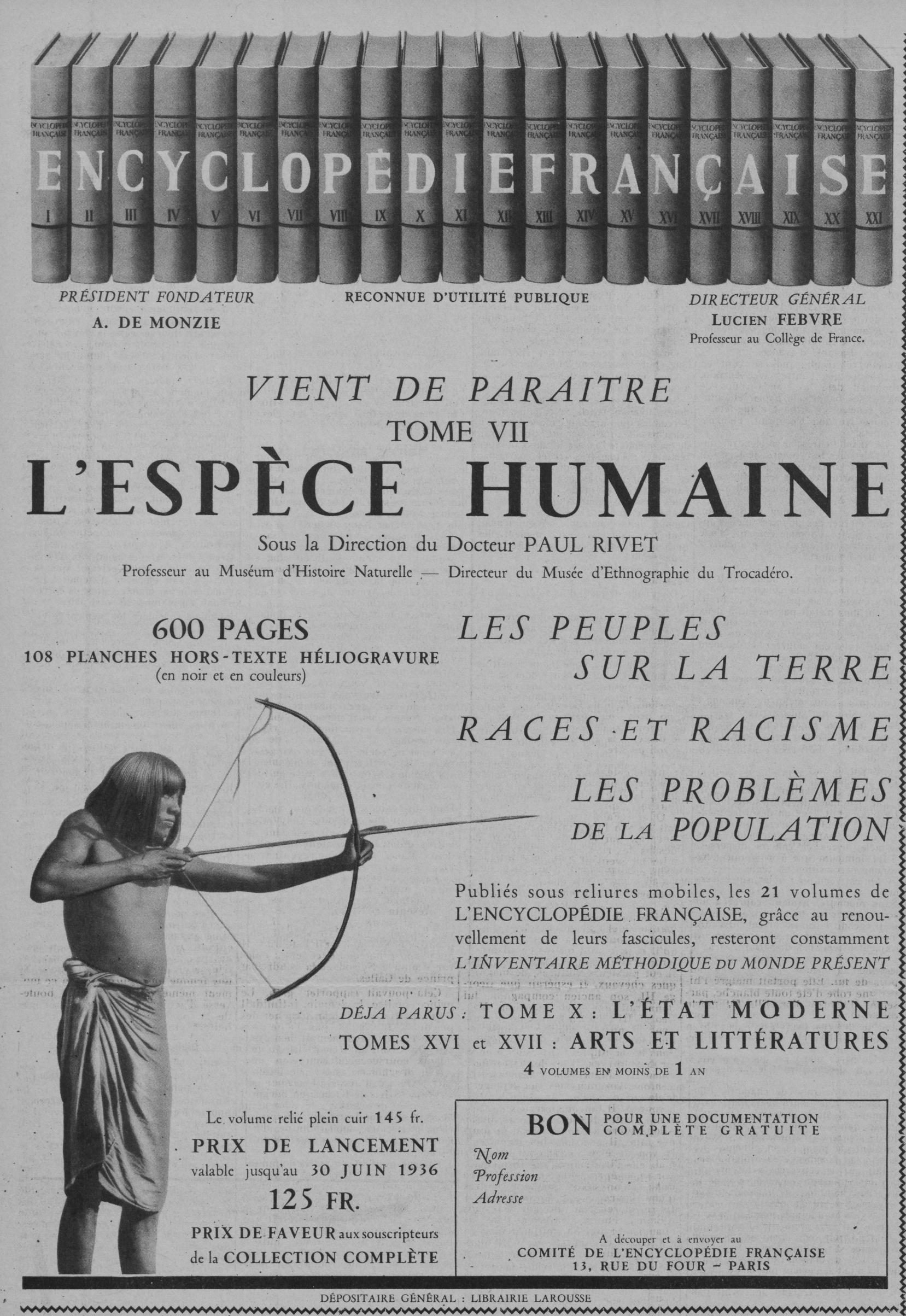
Publicidad de la Encyclopédie française en el diario Marianne, 1936.

La Encyclopédie française fue una enciclopedia diseñada por Anatole de Monzie y Lucien Febvre. Apareció entre 1935 y 1966 en XX tomos. 

## Volúmenes
- I. L'Outillage mental. Pensée, langage, mathématique.
- II. La physique.
- III. Le Ciel et la Terre.
- IV. La vie.
- V. Les êtres vivants.
- VI. L'être humain.
- VII. Espèce humaine.
- VIII. La vie mentale.
- IX. L'univers économique et social.
- X. L'état moderne, aménagement et crise.
- XI. La vie internationale.
- XII. Chimie. Science et industries.
- XIII. Industrie. Agriculture.
- XIV. La civilisation quotidienne.
- XV. Education et instruction.
- XVI. Arts et Littératures dans la société contemporaine: Materiaux et Techniques.
- XVII. Arts et Littératures dans la société contemporaine: Oeuvres et Interprétations.
- XVIII. La Civilisation écrite.
- XIX. Philosophie. Religion.
- XX. Le monde en devenir (histoire, évolution, prospective).